# Distretto di Manás
Il distretto di Manás è uno dei cinque distretti della provincia di Cajatambo, in Perù. Si trova nella regione di Lima e si estende su una superficie di 279,04 chilometri quadrati.
Istituito il 22 gennaio 1921, ha per capoluogo la città di Manás.